# Anne Vilde Tuxen
Anne Vilde Tuxen (* 27. Februar 1998 in Tananger) ist eine norwegische Wasserspringerin.

## Leben
Seit 2019 studiert Tuxen an der Louisiana State University und ist Mitglied der LSU Tigers. Sie hat drei Schwestern, wovon eine die norwegische Wasserspringerin Helle Tuxen ist.

## Karriere
An den European Junior Diving Championships 2016 gewann Tuxen Bronze. Im selben Jahr gewann sie an der FINA Diving World Series Silber und Bronze. An der FINA Diving World Series 2019 gewann Tuxen Silber.
Tuxen qualifizierte sich für die Teilnahme an den Olympischen Sommerspielen 2020, verfehlte dort jedoch das Podest. Sie war dort zusammen mit Tomoe Zenimoto Hvas die Fahnenträgerin Norwegens bei der Eröffnung.